# Les Colocs
Les Colocs est un groupe musical québécois, fondé à Montréal en 1990. Groupe marquant des années 1990, il est reconnu pour sa large exploitation de différents genres musicaux, le dynamisme de ses membres sur scène, et particulièrement pour son charismatique leader et chanteur, André « Dédé » Fortin.
Le groupe est formé par André Fortin en 1990, rencontrant ses futurs membres par divers biais. Ils se produisent intensivement dans les bars et les clubs du Québec, puis décrochent un contrat et enregistrent leur premier album, Les Colocs, qui rencontre un succès phénoménal dans la province. Hormis André Fortin et Mike Sawatzky, les membres de la formation changent souvent au fil des années, en premier lieu avec la mort de l'harmoniciste Patrick Esposito di Napoli. Après un autre album, Atrocetomique, lancé le soir du référendum de 1995, le groupe change quelque peu de style et sort un album plus orienté vers les musiques du monde : Dehors novembre en 1998. Les textes sont beaucoup plus sombres qu'auparavant, et reflètent l'état d'esprit de leur auteur, André Fortin, qui se suicide le 8 mai 2000, mettant fin à la carrière du groupe. Les membres restants publient un dernier album, Suite 2116, puis se séparent jusqu'en 2009, pour un spectacle de retrouvailles et l'achèvement d'une chanson embryonnaire de Fortin.
Les Colocs ont grandement influencé les groupes et artistes québécois des années 2000 et sont devenus une pierre de touche dans l'histoire de la musique québécoise. 

## Histoire

### 1990 à 1992: les débuts

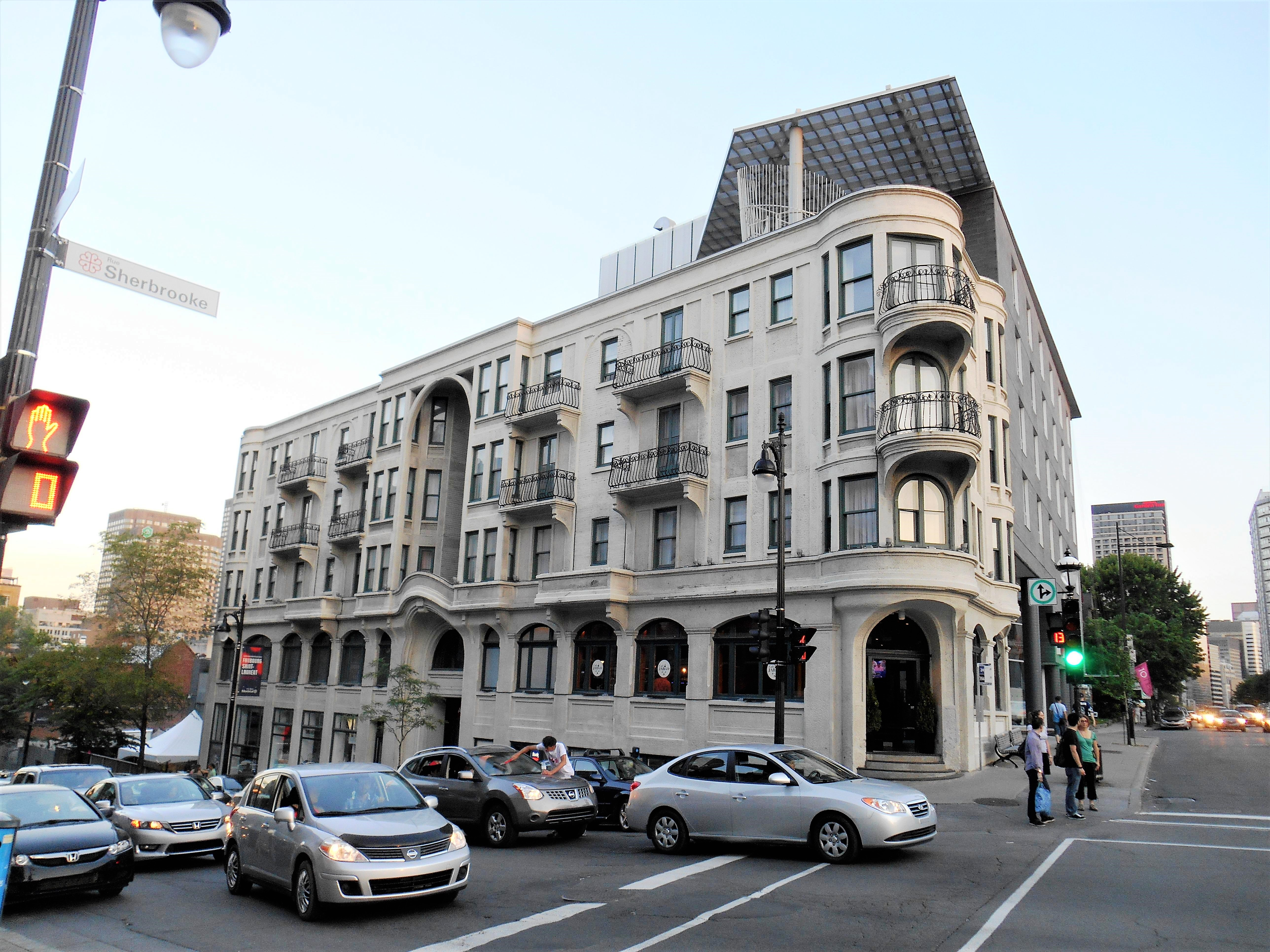
Édifice Joseph-Arthur-Godin, 2116, boulevard Saint-Laurent.

En 1990, André « Dédé » Fortin et Louis Léger, qui jouaient ensemble depuis quelques années dans le groupe Cha Cha and the Chain Gang, fondent Les Colocs au troisième étage du 2116 du boulevard Saint-Laurent à Montréal. Yves Desrosiers, un ami de Dédé, propose alors Marc Déry comme bassiste et Jimmy Bourgoing comme batteur. Dédé fait également la rencontre de Patrick "Pat" Esposito di Napoli, harmoniciste français qui jouait alors dans le métro montréalais, et l'invite à se joindre au groupe.
En octobre 1990, ils présentent leur premier spectacle au Tallulah Darling dans le cadre du Festival international de rock. Par la suite, Marc Déry quitte la formation pour fonder son propre groupe: Zébulon. C'est alors que le bassiste et contrebassiste Serge Robert se joint aux Colocs, à la suite d'une annonce dans le journal Voir. Après quelques spectacles vers la fin de 1991, le guitariste Louis Léger quitte aussi la formation et laisse la place à un ami de Patrick, Mike Sawatzky,.
En 1992, les Colocs participent au Festival d'été de Québec en assurant une première partie. La formation comprend alors André Fortin, Mike Sawatsky, Jimmy Bourgoing, Patrick Esposito di Napoli et Serge Robert.
Cette même année, ils participent également à L'Empire des futures stars, un concours destiné à la relève musicale organisé par CKOI-FM à Montréal. Ils se rendent en finale, mais refusent finalement de terminer le concours, car ils veulent avoir le libre choix de leur compagnie de disque, le concours exigeant de choisir entre les trois commanditaires. Ils signent finalement leur contrat de disque avec la compagnie BMG en 1992.

### 1993 à 1995: premiers albums
Les Colocs lancent leur premier album éponyme le 23 février et il est vendu à plus de 150 000 copies. En octobre 1993, les Colocs remportent quatre Félix au gala de l'Adisq dans les catégories Découverte de l'année, groupe de l'année, vidéoclip de l'année pour Julie réalisé par André Fortin et Pierre Lanthier et meilleur réalisateur de vidéoclip. Les membres du groupe ont avoué que trois ans auparavant, ils se moquaient de l’Adisq et maintenant ils sont des principaux groupes,.
En 1994, ils remportent pour une deuxième année consécutive le Félix du groupe de l’année. 
L'harmoniciste Patrick Esposito di Napoli, atteint du sida qui ne prenait aucune médication, meurt en novembre 1994 des suites de sa maladie.
En 1995, Les Colocs produisent leur deuxième album intitulé Atrocetomique. La date de sortie est fixée par Dédé Fortin, ouvertement souverainiste. Son lancement a donc lieu le soir même du deuxième référendum sur la souveraineté du Québec, le 30 octobre 1995. André Fortin a d'ailleurs été très affecté par la défaite du OUI (49,4 % d'appui au OUI, 50,6 % d'appui au NON).
En 1995, Serge Robert entame une carrière solo sous le pseudonyme de Mononc' Serge. Il est remplacé l'année suivante par le bassiste belge André Vanderbiest surnommé Vander.

### 1996 à 2000: changements de direction
L'année 1996 est difficile pour le groupe, à la suite d'un grave accident de leur guitariste Mike Sawatsky et qui selon les membres du groupe restera dans le coma pendant presque deux mois. (Référence sur le livret de l'album Dehors Novembre ).
En mai 1998, Les Colocs sortent leur troisième album, appelé Dehors Novembre. André "Dédé" Fortin a forcé Jimmy Bourgoing à quitter le groupe, en raison de divergences majeures au sujet de sa nouvelle direction musicale, en particulier l'intégration d'influences klezmer, reggae et africaines avec les frères Diouf. Cet album est dédié à Patrick Esposito di Napoli, décédé 4 ans plus tôt du SIDA.
Comme pour les précédents, cet album emploie des paroles sombres sur fond de musique enjouée, et a posteriori, certains y ont décodé la dépression du chanteur et son sentiment de culpabilité. L'album se vend à plus de 100 000 exemplaires à travers la province. En novembre 1998, ils remportent le Félix pour l'album rock de l'année.
Le suicide d'André « Dédé » Fortin, le 8 mai 2000, met fin à la formation musicale.
Les Colocs restent l'un des groupes notoires dans l'histoire du Québec.

### Depuis 2001: hommages et réunions
Les membres et certains collaborateurs ont souhaité rendre un dernier hommage au groupe et à son fondateur en créant un disque posthume en 2001 : Suite 2116. L'album est réalisé par Mike Sawatzky et comporte à la fois des chansons écrites du vivant de Dédé Fortin et des chansons écrites ou arrangées après sa mort. L'album est globalement bien accueilli par la critique et par les fans. Néanmoins, selon le gérant du groupe, Raymond Paquin, il s'agit d'un album troublant auquel la critique n'a rien compris: « Le dernier hommage à Dédé lui a été rendu par un Indien, un Belge, trois Anglais, deux Sénégalais et une dizaine d'Autochtones. Personne n'a “allumé”… » 
La chanson Dehors Juillet qui est chantée par Daniel Boucher et Paul Piché sur Pamplemousse - L'album en vie rend aussi hommage à Dédé.
Réalisé par Jean-Philippe Duval, le film de fiction Dédé, à travers les brumes sort en salle le 13 mars 2009. Sébastien Ricard y assure le rôle principal. Le film ne se concentre pas seulement sur le côté dépressif de son chanteur André Fortin, mais relate aussi le côté festif et créatif de Dédé et de l'entourage des Colocs. Le titre est tiré des paroles de la chanson Paysage, un poème de Charles Baudelaire, interprété par Dédé sur l'album Suite 2116. Un film attendu qui a été apprécié par le public québécois.
En 2009, la chanson La comète, la toute dernière écrite et enregistrée par Dédé avant sa mort, est réarrangée par André Vanderbiest. La chanson a été retravaillée en studio avec l'autorisation de la famille, et est publiée le 3 août 2009 sur l'album posthume Il me parle de bonheur, dont une partie des profits est remise à la fondation André Dédé Fortin, dédiée à la prévention du suicide.
Un spectacle de retrouvailles des Colocs « Poussières d’étoiles avec les Colocs » regroupant Mike Sawatzky, André Vanderbiest, El Hadji Diouf, Karim Diouf, Benoit Piché, Joel Zifkin (en), Michel Dufour, Benoit Gagné, Guy Belanger, Justin Allard. la famille Botte, Marc Déry, Martin Léon, Sébastien Plante, Loco Locass (dont le chanteur Sébastien Ricard a interprété Dédé dans le film Dédé à travers les brumes), Pierre Lapointe et Paul Piché a été présenté le 3 août 2009 dans le cadre des FrancoFolies de Montréal. Quelques jours plus tard, le spectacle est présenté à nouveau, au festival d'été de Beloeil avec Antoine Gratton en remplacement de Pierre Lapointe.
En mai 2025, le sculpteur Roger Langevin est sélectionné pour réaliser une œuvre posthume, dédiée à  André Fortin. Et en novembre la sculpture sera installé au Parc du Centenaire à Normandin (Québec).

## Membres

### Membres principaux
- André Fortin (fondateur et membre du groupe de 1990 à 2000) : auteur-compositeur-interprète, chanteur, guitariste rythmique, batteur, percussionniste, danseur de claquettes ;
- Serge Robert (de 1990 à 1995) : chanteur occasionnel, bassiste, contrebassiste ;
- Patrick Esposito Di Napoli (de 1990 à 1994) : chanteur occasionnel, harmoniciste ;
- Jimmy Bourgoing (de 1990 à 1998) : chanteur occasionnel, batteur, percussionniste ;
- Mike Sawatzky (de 1991 à 2000) : auteur-compositeur et chanteur occasionnel, guitariste solo, harmoniciste, saxophoniste ;
- André Vanderbiest (de 1996 à 2000) : auteur-compositeur et chanteur occasionnel, bassiste, contrebassiste ;

### Musiciens additionnels
- Louis Léger (de 1990 à 1991) : guitariste ;
- Mara Tremblay (en concert) : violoniste ;
- Joel Zifkin (en) (1993) : violoniste ;
- Guy Bélanger (1995) : harmoniciste invité pour Atrocetomique ;
- Benoît Gagné (de 1993 à 1997) : tromboniste ;
- Benoît Piché (de 1993 à 1997) : trompettiste ;
- El Hadji Fall Diouf et Pape Abdou Karim Diouf (de 1998 à 1999) : chanteurs, percussionnistes ;
- Justin Allard et Michel Dufour (de 1998 à 1999) : batteurs ;
- Jean-Denis Levasseur (de 1998 à 1999) : clarinettiste, saxophoniste ;
- Charles Imbeau (de 1998 à 1999) : trompettiste, percussionniste

## Vidéographie

### DVD
- 1994 : Terreur dans le Chinatown (court-métrage, réal. André Fortin)
- 2000 : L'Intégrale 1993–2000 (Coffret VHS Octobre 2000 / Compilation DVD Novembre 2002)
- 2003 : Les Colocs Live 1993–1998 (Compilation live)

### Vidéoclips
1. La P'tite Bebitte (inédit)
  - Vidéoclip en noir et blanc, réalisé sur une bande sonore alternative à la version commercialisée sur Atrocetomique en 1995.
2. Dédé (1992 ; inédit)
  - Premier vidéoclip des Colocs, réalisé par André Fortin, est resté inédit en raison de l'usage d'une version alternative de la chanson en fond sonore, il a été diffusé lors du documentaire 2116 : André Fortin cinéaste, en 2001.
3. Julie (décembre 1992)
  - Le vidéoclip de la chanson Julie, réalisé par André Fortin et Pierre Lanthier, marque par sa brillante utilisation de la pixilation. Celui-ci est sorti en décembre 1992.
4. Passe-moé la puck (23 mai 1993)
  - Réalisé par André Fortin et Pierre Lanthier. Nouvel usage de la pixilation, les membres du groupe ont la tête qui émerge d'une patinoire de hockey sur table. Avec Mara Tremblay au violon.
5. La Rue Principale (1994)
6. BonYeu (1996)
  - Produit par la maison de production Solodarmo et réalisé par André Fortin. Tourné en deux jours, la conception du clip est inspirée par le propos de sa chanson : Fortin utilise la totalité du budget pour embaucher plus de 150 bénéficiaires de l'aide sociale, tous payés 100 dollars, ainsi que des chômeurs, afin de leur offrir de l'emploi pour une journée.
7. Pis si ô moins
  - Réalisation : André Fortin
8. Tassez-vous de d'là
  - Réalisation : André Fortin
9. Tout seul (novembre 1998)
  - Réalisation : André Fortin

## Lauréats et nominations

### Gala de l'ADISQ
| Année | Catégorie                                            | Pour                | Résultat   |
| ----- | ---------------------------------------------------- | ------------------- | ---------- |
| 1993  | album de l'année - rock                              | Les Colocs          | nomination |
| 1993  | spectacle de l'année - auteur-compositeur-interprète | Les Colocs          | nomination |
| 1994  | spectacle de l'année - auteur-compositeur-interprète | Les Colocs          | nomination |
| 1998  | album de l'année - rock                              | Dehors novembre     | lauréat    |
| 1998  | groupe de l'année                                    | Les Colocs          | nomination |
| 1999  | album de l'année - meilleur vendeur                  | Dehors novembre     | nomination |
| 1999  | groupe de l'année                                    | Les Colocs          | lauréat    |
| 1999  | spectacle de l'année - auteur-compositeur-interprète | Les Colocs          | nomination |
| 1999  | vidéoclip de l'année                                 | Tassez-vous de d'là | nomination |
| 2000  | groupe de l'année                                    | Les Colocs          | nomination |
| 2000  | vidéoclip de l'année                                 | Pissiômoins         | nomination |